# Steigbügel (Anatomie)
Der Steigbügel (lat. Stapes) ist das dritte der Gehörknöchelchen im Mittelohr der Säugetiere. Der Steigbügel ist der kleinste Knochen des menschlichen Körpers und wurde im 16. Jahrhundert von dem Anatomen Giovanni Filippo Ingrassias als Gehörknöchelchen entdeckt. Er ist im Mittel 3,3 mm hoch, die Fußplatte 3 mm lang und 1,4 mm breit. Er hat eine Masse von 3 bis 4 mg. Der Stapes trägt seinen Namen wegen seiner Form und stellt eine Verbindung zwischen dem mit ihm gelenkig verbundenen Amboss und der Hörschnecke im Innenohr her.

## Phylogenese
Bei den Amphibien, Reptilien und Vögeln wird der Knochen besser als Columella bezeichnet, er leitet sich von der Hyomandibulare der Fische ab. Bei den Knochenfischen (Osteichthyes) bilden Os quadratum und Os articulare das primäre Kiefergelenk. Das Os hyomandibulare hingegen verbindet das Os quadratum mit den Knochen des Schädeldachs. Auch bei den Reptilien bilden Os quadratum und Os articulare ein primäres Kiefergelenk, doch ist hier das Os quadratum direkt mit dem Schädeldach verbunden. Aus dem Os hyomandibulare wurde bei den Reptilien schon die Columella und damit ein Gehörknöchelchen.

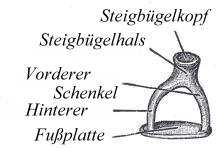
Steigbügel

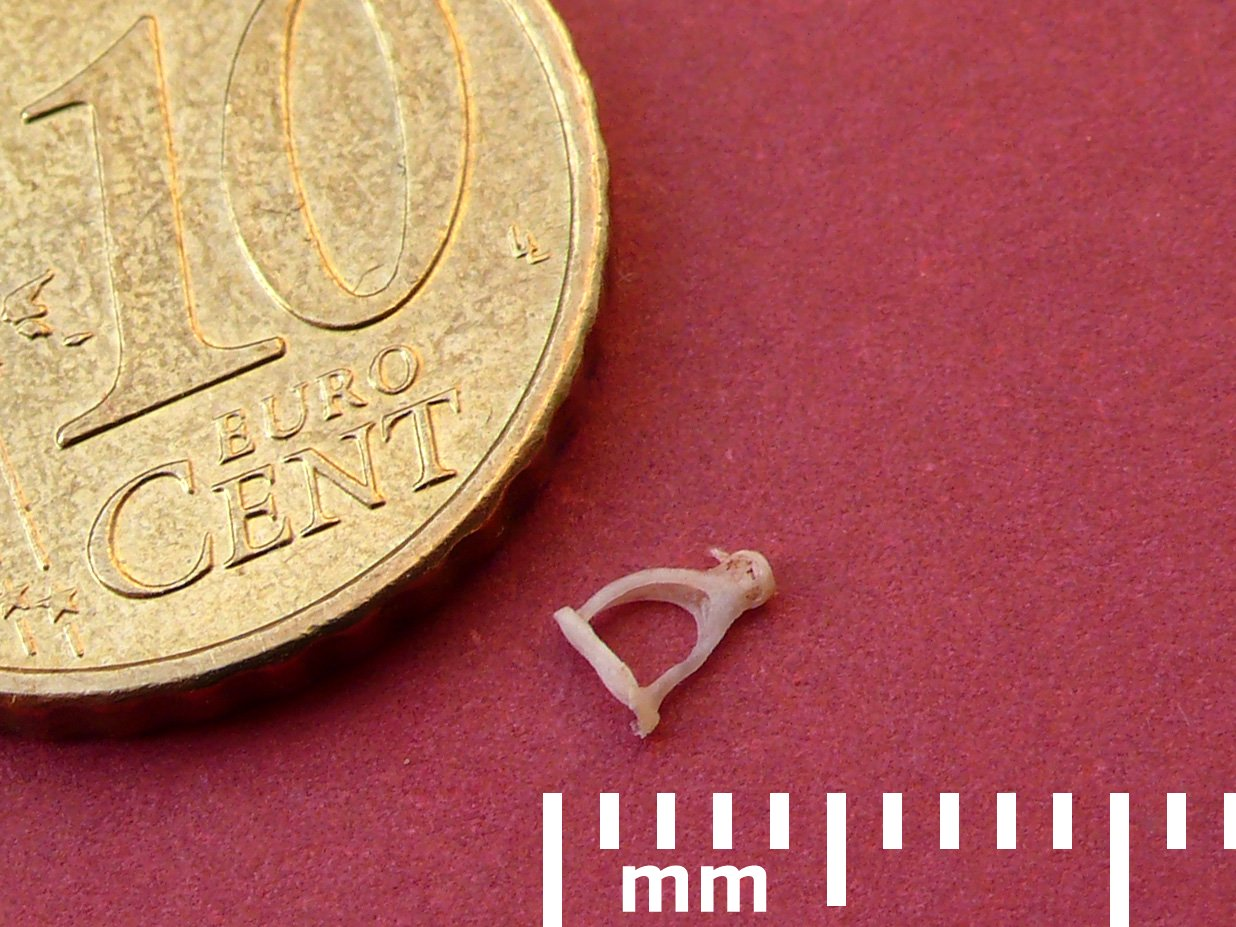
Menschlicher Steigbügel, Größenvergleich

## Anatomie
Die Fußplatte des Steigbügels (Basis stapedis, Fläche etwa 3,2 mm²) berührt das ovale Fenster der Hörschnecke und überträgt die Schwingungen auf die Flüssigkeit im Inneren der Schnecke. Von der Fußplatte gehen zwei Schenkel (Crura stapedis) aus, die sich im Hals treffen. Letzterer geht in den Kopf über, der gelenkig mit dem Amboss verbunden ist. Embryonal entsteht der Steigbügel aus dem oberen Teil des 2. Kiemenbogens, dem sogenannten Hyomandibulare (Reichertscher Knorpel). Die im Tierreich einmalige Form des Steigbügels bei den Säugetieren mit zwei Schenkeln kommt zustande, weil sich der Steigbügel beim Embryo um die sich später zurückbildende Steigbügelarterie (Arteria stapedia) entwickelt.
Ein zum Steigbügel führender Muskel (Musculus stapedius) kann durch Anspannung die Beweglichkeit der Gehörknöchelchenkette beeinflussen. Bei Einwirkung hoher Schalldrücke auf das Ohr spannt sich der Muskel reflexartig an und versteift die Gehörknöchelchenkette. Diesem Vorgang wird eine Schutzfunktion für das Innenohr zugeschrieben. Der Steigbügelmuskel ist der kleinste Muskel der menschlichen quergestreiften Muskulatur.
Der Stapediusreflex kann mit Hilfe der Tympanometrie gemessen werden und sagt unter anderem etwas aus über die Dichtigkeit des Trommelfells, die Bewegungsfähigkeit der Gehörknöchelchenkette und über den Zustand von Nervenverbindungen im Hirnstamm sowie des Hör- und Gesichtsnerven.

## Aufgabe
Im Mittelohr übertragen Hammer, Amboss und Steigbügel die Schwingungen des Trommelfells auf das ovale Fenster. Ihre Aufgabe ist die verlustarme Übertragung des Schalls. Die vom Steigbügel erzeugten Schwingungen der Membran im ovalen Fenster verschieben die Perilymphe.